# Gaspard-Gustave de Coriolis
Gaspard-Gustave de Coriolis hay Gustave de Coriolis (21 tháng 5 năm 1792 tại Paris – 19 tháng 9 năm 1843 tại Paris) là nhà toán học, kiêm vật lý học người Pháp.
Ông từng giữ chức phó giáo sư bộ môn toán tại trường Bách khoa Paris từ 1816 đến 1838.
Ông cũng là thành viên của Viện Hàn lâm Khoa học Pháp. Đã từng nghiên cứu về các định luật của chuyển động, nhất là các chuyển động trên mặt đất.
Ông là người đã đưa thuật ngữ "công" vào môn cơ học.